# Engel (Det Gyldne Kompas)
En engel er et fiktivt væsen i Philip Pullmans trilogi om Det gyldne kompas. 
Den første, ældste og mest vigtig engel var Autoriteten, der blev tilbedt som en gud. På siderne 31-32 i kapitel 2 i Ravkikkerten, fortæller englen Balthamos Will Parry: 
Autoriteten, Gud, Skaberen, Herren, Jehova, Yahweh, El, Adonai, Konge, Fader, den Almægtige – de var alle navne, han gav sig selv. Han blev aldrig skaberen. Han var en engel som os – den første engel, det er sandt, den mest kraftfulde, men han blev dannet af "Støv" som vi er og "Støv" er kun et navn for, hvad der sker, når mørkt stof begynder at forstå sig selv. Mørkt stof elsker mørkt stof. Det forsøger at finde ud af mere om sig selv og hvordan "Støv" er dannet. Den første engle kondenserede ud af "Støv" og Autoriteten var den første af dem alle. Han fortalte dem, der kom efter ham, at han havde skabt dem, men det var en løgn.
De faldne engle der i første krig kæmpede mod Autoriteten (dvs. Adam og Eva) blev det, der nu er kendt som "Støv", kilden til en persons daimon energi. Selv i universer uden fysiske daimoner, var menneskenes sjæle i virkeligheden faldne sjæle. Alethiometret var en opfindelse som kunne fortælle sandheden og tale med englene, ligesom Mary Malones mørkt stofs-maskine. Englene kan ikke ses med det blotte øje om dagen og kun deres skikkelse er synlig om natten. Også engle længes efter krop, noget som Mrs. Coulter bruger til sin fordel i Ravkikkerten.